# Фосфогліцериди

Фосфогліцерид.

Фосфогліцериди (англ. phosphoglycerides, рос. фосфоглицериды) — фосфатні діестери, естери фосфатидових кислот, звичайно з полярною (OH або NH2) при естерифікованому алкоголі, де є типовими 2-аміноетанол, холін, гліцерол, інозитол, серин. Термін включає лецитини, цефаліни. Пр., 2-аміноетилфосфатидати.